# Altın Köprü
Altın Köprü («Pont Daurat») fou el nom turc d'una vila d'Iraq a una petita illa del riu Petit Zab, anomenat Altın Su pels turcs, i modernament estesa a les dues ribes del riu. Fou capçalera d'una nàhiya del districte de Kirkuk, al liwà (província) de Kirkuk, antic wilayat de Mossul. El riu Zab formava el límit entre les províncies de Kirkuk i d'Irbil (Arbela). Els àrabs l'anomenen al-Kantara.
Va agafar importància al segle xvii quan els turcs van construir dos ponts per orde del sultà Murat IV. Els ponts van ser destruïts pels turcs el 1918 en evacuar el territori, i substituïts més tard per ponts de ferro moderns.
El 1950 teniar 3.500 habitants, la majoria turcmans i kurds amb alguns àrabs. També els trenta llogarets de la comarca estan poblats per turcmans i kurds. Part de la comarca forma part del districte petrolier de Kirkuk, explotat des de 1934 i descobert set anys abans.
El règim dictatorial de Saddam Hussein va intentar arabitzar la vila, confiscar bens i desplaçar amb violència la població original. El 28 de març de 1991 les tropes de Saddam Hussein hi van perpetrar una massacra entre la població turcmana en la qual van morir un centenar de persones.
El 2006 els turcmans van denunciar que l'administració kurda havia canviat el nom de la vila i ara era identificada com a Pirde («pont» en kurd), però l'administració va respondre que era només un canvi en un prospecte turístic.